# Liste des US Routes en Caroline du Nord
Les trente-six US Routes en Caroline du Nord sont entretenues par le North Carolina Department of Transportation (NCDOT).

## Liste
| Numéro | Longueur (mi) | Longueur (km) | Terminus sud / ouest                                   | Terminus nord / est                                   | Créée | Notes                                           |
| ------ | ------------- | ------------- | ------------------------------------------------------ | ----------------------------------------------------- | ----- | ----------------------------------------------- |
| US 1   | 174,10        | 280,20        | US 1 à la frontière avec la Caroline du Sud            | US 1 à la frontière avec la Virginie                  | 1926  |                                                 |
| US 13  | 189,10        | 304,30        | I-95 / I-295 à Eastover                                | US 13 à la frontière avec la Virginie                 | 1952  |                                                 |
| US 15  | 158,50        | 255,10        | US 15 à la frontière avec la Caroline du Sud           | US 15 à la frontière avec la Virginie                 | 1926  |                                                 |
| US 17  | 284,00        | 457,10        | US 17 à la frontière avec la Caroline du Sud           | US 17 à la frontière avec la Virginie                 | 1926  |                                                 |
| US 19  | 145,00        | 233,40        | US 19 / US 129 / SR 11 à la frontière avec la Géorgie  | US 19E / US 19W à Cane River                          | 1926  |                                                 |
| US 19E | 44,90         | 72,30         | US 19 / US 19W à Cane River                            | US 19E à la frontière avec le Tennessee               | 1930  |                                                 |
| US 19W | 21.9          | 35.2          | US 19 / US 19E à Cane River                            | US 19W à la frontière avec le Tennessee               | 1930  |                                                 |
| US 21  | 124,30        | 200,00        | I-77 / US 21 à la frontière avec la Caroline du Sud    | US 21 / US 221 à la frontière avec la Virginie        | 1926  |                                                 |
| US 23  | 106,00        | 170,60        | US 23 / US 441 / SR 15 à la frontière avec la Géorgie  | I-26 / US 23 à la frontière avec le Tennessee         | 1930  |                                                 |
| US 25  | 75,40         | 121,30        | US 25 à la frontière avec la Caroline du Sud           | US 25 / US 70 / SR 9 à la frontière avec le Tennessee | 1926  |                                                 |
| US 29  | 168,00        | 270,40        | US 29 à la frontière avec la Caroline du Sud           | US 29 à la frontière avec la Virginie                 | 1926  |                                                 |
| US 52  | 150,00        | 241,40        | US 52 à la frontière avec la Caroline du Sud           | US 52 à la frontière avec la Virginie                 | 1934  |                                                 |
| US 64  | 608,40        | 979,10        | US 64 / US 74 / SR 40 à la frontière avec le Tennessee | US 158 / NC 12 à Nags Head                            | 1932  | Plus longue route numérotée en Caroline du Nord |
| US 70  | 488,00        | 785,40        | US 25 / US 70 / SR 9 à la frontière avec le Tennessee  | School Drive à Atlantic                               | 1926  |                                                 |
| US 74  | 451,80        | 727,10        | US 64 / US 74 / SR 40 à la frontière avec le Tennessee | Demi-tour à Wrightsville Beach                        | 1926  |                                                 |
| US 76  | 80,40         | 129,40        | US 76 à la frontière avec la Caroline du Sud           | Water Street à Wrightsville Beach                     | 1934  |                                                 |
| US 117 | 114,00        | 183,50        | Port de Wilmington                                     | US 301 près de Wilson                                 | 1932  |                                                 |
| US 129 | 63,60         | 102,40        | US 19 / US 129 / SR 11 à la frontière avec la Géorgie  | US 129 / SR 115 à la frontière avec le Tennessee      | 1934  |                                                 |
| US 158 | 350,20        | 563,60        | US 64 / US 601 à Mocksville                            | US 65 / NC 12 à Nags Head                             | 1932  |                                                 |
| US 176 | 19,30         | 31,10         | US 25 Bus. / NC 225 à Hendersonville                   | US 176 à la frontière avec la Caroline du Sud         | 1926  |                                                 |
| US 178 | 6,40          | 10,30         | US 178 à la frontière avec la Caroline du Sud          | US 64 près de Rosman                                  | 1932  |                                                 |
| US 220 | 123,40        | 198,60        | US 1 à Rockingham                                      | US 220 à la frontière avec la Virginie                | 1935  |                                                 |
| US 221 | 153,00        | 246,20        | US 221 à la frontière avec la Caroline du Sud          | US 21 / US 221 à la frontière avec la Virginie        | 1930  |                                                 |
| US 258 | 152,00        | 244,60        | US 17 Bus. / NC 24 Bus. à Jacksonville                 | US 258 à la frontière avec la Virginie                | 1932  |                                                 |
| US 264 | 215,70        | 347,10        | I-440 / US 64 à Raleigh                                | US 64 à Manns Harbor                                  | 1932  |                                                 |
| US 276 | 62,90         | 101,20        | US 276 à la frontière avec la Caroline du Sud          | I-40 à Cove Creek                                     | 1932  |                                                 |
| US 301 | 193,70        | 311,70        | US 301 / US 501 à la frontière avec la Caroline du Sud | US 301 à la frontière avec la Virginie                | 1932  |                                                 |
| US 311 | 62,00         | 99,80         | US 52 à Winston-Salem                                  | US 311 à la frontière avec la Virginie                | 1926  |                                                 |
| US 321 | 217,20        | 349,50        | US 321 à la frontière avec la Caroline du Sud          | US 321 / SR 159 à la frontière avec le Tennessee      | 1930  |                                                 |
| US 401 | 173,80        | 279,70        | US 401 à la frontière avec la Caroline du Sud          | I-85 / US 1 près de Wise                              | 1957  |                                                 |
| US 421 | 328,00        | 527,90        | Rampe de mise à l'eau à Fort Fisher                    | US 421 / SR 34 à la frontière avec le Tennessee       | 1930  |                                                 |
| US 441 | 64,50         | 103,80        | US 23 / US 441 / SR 15 à la frontière avec la Géorgie  | US 441 / SR 71 à la frontière avec le Tennessee       | 1951  |                                                 |
| US 501 | 170,00        | 273,60        | US 301 / US 501 à la frontière avec la Caroline du Sud | US 501 à la frontière avec la Virginie                | 1926  |                                                 |
| US 521 | 3,80          | 6,10          | US 521 à la frontière avec la Caroline du Sud          | I-485 à Charlotte                                     | 1932  |                                                 |
| US 601 | 133,60        | 215,00        | US 601 à la frontière avec la Caroline du Sud          | US 52 à Mount Airy                                    | 1932  |                                                 |
| US 701 | 109,90        | 176,90        | US 701 à la frontière avec la Caroline du Sud          | US 301 / NC 96 à Four Oaks                            | 1932  |                                                 |
|        |               |               |                                                        |                                                       |       |                                                 |